# Þingeyri
Þingeyri – miejscowość w północno-zachodniej Islandii, na południowym wybrzeżu fiordu Dýrafjörður. Nad miejscowością góruje wzgórze Sandafell (367 m n.p.m.). Miejscowość wchodzi w skład gminy Ísafjarðarbær z siedzibą w Ísafjörður (region Vestfirðir).Na początku 2018 roku miejscowość zamieszkiwało 276 osób

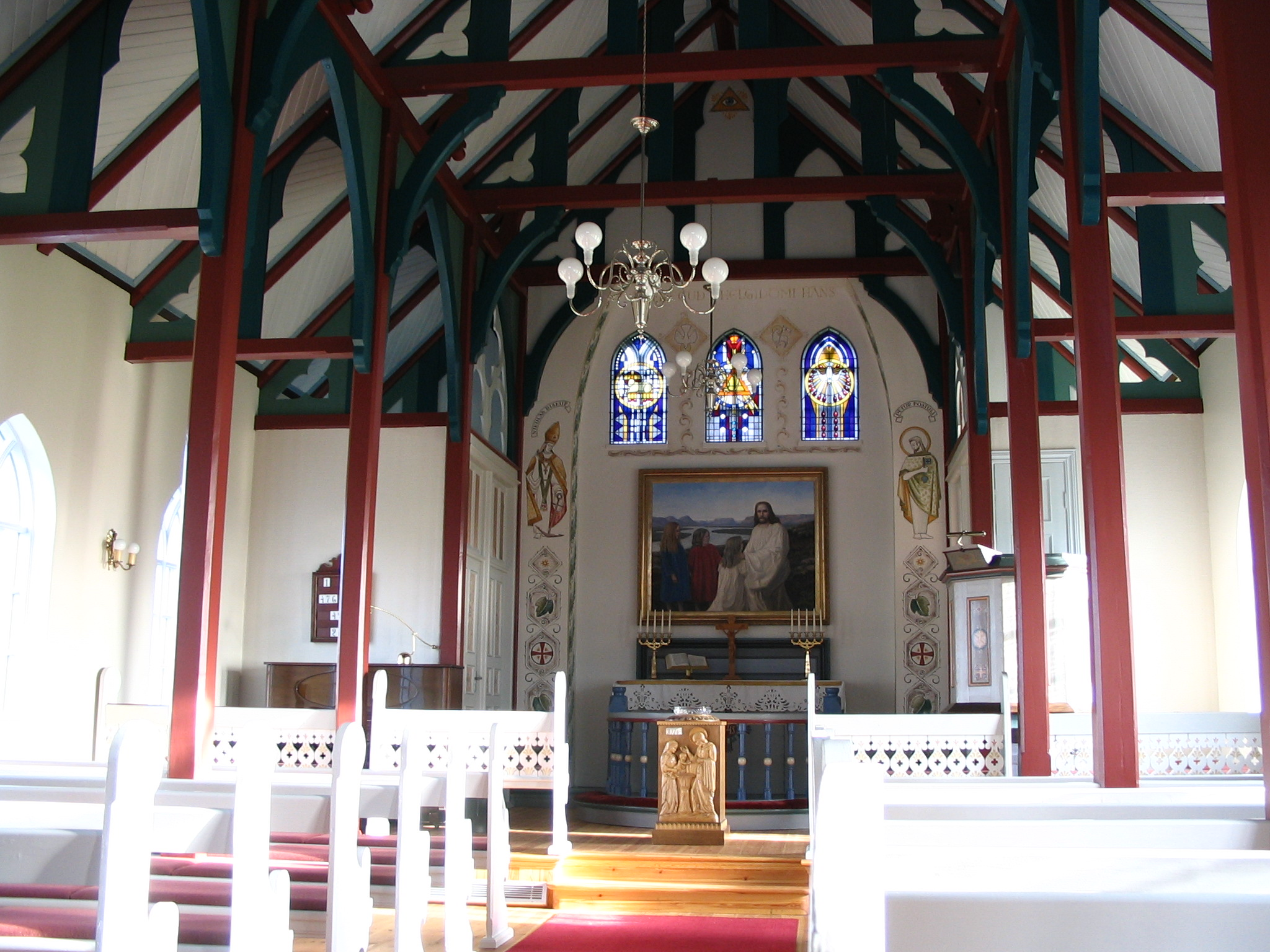
Wnętrze kościoła w Þingeyri

Osada stale zamieszkana jest od 1787 roku. Jest jedną z najstarszych osad w regionie Vestfirðir. Znajdują się tutaj średniowieczne ruiny osadnictwa.
Þingeyri jest znaczącym ośrodkiem rybackim. W XIX wieku Francuzi wystąpili z wnioskiem o zezwolenie na utworzenie bazy pod działalność połowową na tym obszarze, ale został on odrzucony. W latach 1884–1898 osada służyła jako amerykańska baza do połowów halibuta czarnego. W 1897 roku otwarto tu szkołę podstawową, w 1909 roku w miejscowości został założony szpital, a w latach 1910–1911 zbudowano kościół. W 1957 roku oddano do użytku lotnisko przeznaczonego głównie do transportu medycznego.
W 1995 roku przeprowadzono głosowanie dotyczące połączenia miejscowości Þingeyri z Ísafjörður, Suðureyri, Mýrahreppur, Mosvallahreppur oraz Flateyri, tworząc nową gminę Ísafjarðarbær. Z sześciu zainteresowanych gmin Þingeyri miało najniższy wskaźnik akceptacji dla połączenia – 130 głosujących było za, a 71 osób przeciw połączeniu.
Pobliska góra Sandafell dostępna dla kierowców oraz pieszych jest celem turystycznym z punktem widokowym.